# Divisione Nazionale 1938-1939 (pallacanestro femminile)
Il campionato di Divisione Nazionale femminile FIP 1938-1939 è stato il decimo organizzato in Italia.
È stato vinto dall'Ambrosiana Inter di Milano, al quarto titolo consecutivo.

## Squadre partecipanti
- A.S. Ambrosiana Inter, Milano
- S.S. Audax, Venezia
- Pol. Giordana Genova
- G.U.F. Milano, Milano
- Soc. Ginnastica Roma, Roma
- Dop, Spiga, Genova

## Calendario
Nota bene: il campionato si fermava per 2 settimane per i pre-littoriali a cui prendevano parte la maggior parte delle cestiste.
| Prima giornata |                  |             |
| 5 mar. 1939    |                  | 9 apr. 1939 |
| 40-26          | Giordana-Roma    | 42-26       |
| 31-24          | Audax-GUF MI     | 21-17       |
| 28-19          | Ambrosiana-Spiga | 25-33       |

| Quarta giornata |                     |              |
| 26 mar. 1939    |                     | 14 mag. 1939 |
| 7-6             | Roma-GUF MI         | 0-2 r.       |
| 26-34           | Giordana-Ambrosiana | 36-40        |
| 37-25           | Audax-Spiga         | 19-17        |

| Seconda giornata |                   |              |
| 12 mar. 1939     |                   | 16 apr. 1939 |
| 15-22            | Roma-Audax        | 0-2 r.       |
| 11-10            | Spiga-Giordana    | 16-19        |
| 14-24            | GUF MI-Ambrosiana | 20-29        |

| Quinta giornata |                  |              |
| 2 apr. 1939     |                  | 21 mag. 1939 |
| 43-23           | Spiga-Roma       | 2-0 r.       |
| 22-21           | GUF MI-Giordana  | 14-19        |
| 24-19           | Ambrosiana-Audax | 35-24        |

| Terza giornata |                 |              |
| 19 mar. 1939   |                 | 23 apr. 1939 |
| 42-16          | Ambrosiana-Roma | 52-22        |
| 27-38          | Audax-Giordana  | 14-12        |
| 12-14          | Spiga-GUF MI    | 29-14        |

## Risultati
| Risultati 1938-39 | Ambro | Audax | Giord | GufMI | Roma | Spiga |
| ----------------- | ----- | ----- | ----- | ----- | ---- | ----- |
| Ambrosiana Inter  |       | -     | -     | -     | -    | -     |
| Audax Venezia     | -     |       | -     | -     | -    | -     |
| Giordana Genova   | -     | -     |       | -     | -    | -     |
| G.U.F. Milano     | -     | -     | -     |       | -    | -     |
| Roma              | -     | -     | -     | -     |      | -     |
| Spiga Genova      | -     | -     | -     | -     | -    |       |

## Classifica finale
|  |    | Classifica Serie A 1938-1939  | Pt | G  | V | P | PtF | PtS |
|  | -- | ----------------------------- | -- | -- | - | - | --- | --- |
|  | 1. | A.S. Ambrosiana Inter, Milano | 19 | 10 | 9 | 1 | ... | ... |
|  | 2. | Soc. Audax, Venezia           | 16 | 10 | 6 | 4 | ... | ... |
|  | 2. | Pol. Giordana, Genova         | 16 | 10 | 6 | 4 | ... | ... |
|  | 4. | Dop. Spiga, Genova            | 15 | 10 | 5 | 5 | ... | ... |
|  | 5. | G.U.F. Milano, Milano         | 13 | 10 | 3 | 7 | ... | ... |
|  | 6. | Soc. Ginnastica Roma, Roma    | 11 | 10 | 1 | 9 | ... | ... |

## Verdetti
- Campione d'Italia:  A.S. Ambrosiana Inter, Milano

Formazione: Bruna Bertolini, Nerina Bertolini, Olga Mauri, Matilde Moraschi, Rosa Boccalini, Pierina Borsani, Angela Vacchini, Anna Giglieri, Wanda Rizza, Giacconi. Allenatore: Umberto Fedeli.